# زو جينغيوان
زو جينغيوان (الصينية: 邹 敬 园 ؛ بينيين: Zōu Jìngyuán ، من مواليد 3 يناير 1998) لاعب جمباز فني صيني متخصص في القضبان والحلق المتوازي هو البطل الأولمبي لعام 2020 وبطل العالم ثلاث مرات على القضبان المتوازية في أعوام 2017 و 2018 و 2022. كان أحد أعضاء الفريق الصيني الذي فاز بالميدالية البرونزية في أولمبياد طوكيو 2020 والميدالية الذهبية في بطولة العالم 2018 و 2022 ، والبرونزية في بطولة العالم 2019. كان صاحب الميدالية الفضية في الحلقات في بطولة العالم 2022.

## روابط خارجية
- ZOU Jingyuan في الاتحاد الدولي للجمباز